# Mebibyte
Mebibyte (MiB) är en informationsenhet som motsvarar 1 048 576 (220 = 10242) byte. Namnet kommer av det binära prefixet mebi (Mi) och byte (B). Enheten ingår inte i SI, men däremot i IEC.
Mebibyte är relaterat med enheten megabyte, som antingen definieras som en mebibyte eller en miljon byte. Mebibyte kan användas istället för megabyte när man vill specificera 220 byte, för att undvika tvetydighet bland de olika värdena av megabyte.